# (7249) 1992 SN
(7249) 1992 SN là một tiểu hành tinh vành đai chính. Nó được phát hiện bởi Atsushi Sugie ở Dynic Astronomical Observatory Nhật Bản, ngày 16 tháng 9 năm 1992.